# تصوير مقطعي بالإصدار البوزيتروني

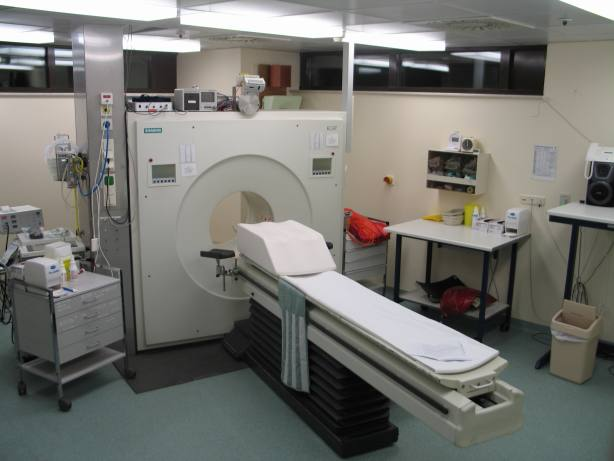
صورة التصوير المقطعي بالإصدار البوزيتروني (PET)

مسح كامل لجسم شخص بطريقة بي إي تي باستخدام الفلور-18 المشع (^{18}F-FDG)

يعتبر التصوير المقطعي بالإصدار البوزيتروني (يرمز لها اختصاراً PET من Positron Emission Tomography) هي تقنية تصوير في الطب النووي تبين صور ثلاثية الأبعاد لبعض أعضاء الجسم وما قد يكون فيها من ورم سرطاني أو نقيلات سرطانية، كما يمكن بواسطتها تفقد مختلف العمليات الوظيفية في الجسم، مثل العمليات الحيوية للجهاز الهضمي. ويعمل الجهاز المصوّر على أساس اكتشاف أزواج من أشعة غاما المنبثفة بشكل غير مباشر من نظير مشع يكون مصدرا للبوزيترونات (إلكترونات موجبة الشحنة). يتم حقن المادة المشعة في جسم المريض بعد ربطه بجزيء حيوي فعال (مثل جزيء سكر)، فتتركز المادة المشعة بالعضو المراد فحصه، مثل الدماغ أو الكلى أو الكبد. ثم يتم تسجيل القياسات لأشعة غاما الصادرة من العضو واستبناء صورة ثلاثية الأبعاد لها بواسطة الحاسوب، فيمكن رؤياها على شاشة متصلة بالحاسوب. في الآونة الأخيرة، أصبحت تستعمل طريقتين في نفس الوقت لزيادة التوضيح والاستبناء، وهي طريقتي التصوير الطبقي المحوسب بواسطة الأشعة السينية (أشعة إكس) وتكون مقترنة بالتصوير المقطعي بالإصدار البوزيتروني.
إذا كان الجزيء الفعال حيويًا الذي يرتبط بالقائفة هو جزيء الـFDG (إحدى مضاهئات الجلوكوز)، فإنّ تصوير تركيز القائفة يعطي قياسًا لحجم وشكل الورم في العضو المصاب أو يوضح سير فعالية في التمثيل الغذائي. مع أنّ استعمال هذه القائفة بات شائعًا في التصوير المقطعي بالإصدار البوزيتروني، فهنالك العديد من القائفات الأخرى التي تختص بالتمركز في أعضاء معينة في الجسم.

## وصف التقنية

### الإجراءات

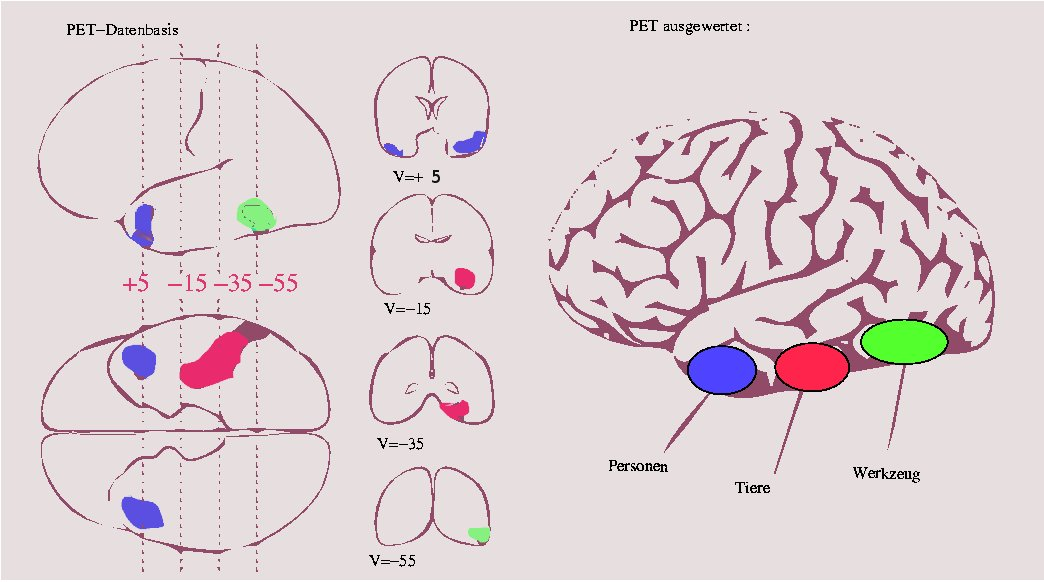
استخدام جهاز PET لتحديد أماكن معينة في الدماغ.

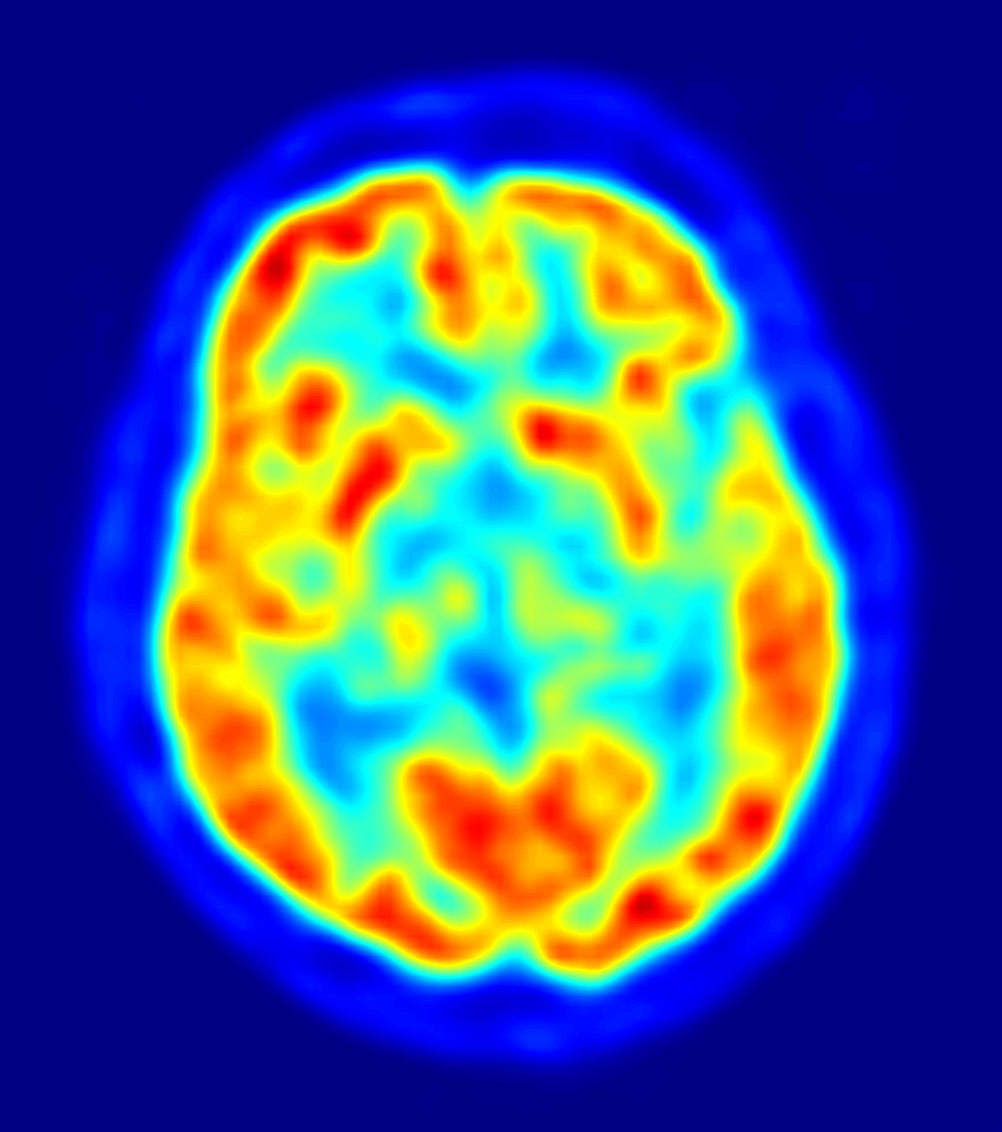
صورة لمقطع في دماغ أحد الأشخاص بواسطة (FDG-PET)

لإجراء التصوير، يتم حقن الشخص الخاضع للتصوير بقائفة التي هي عبارة عن نظير مشع ذي عمر قصير مثل الفلور-18، وعادة ما تحقن المادة إلى الدورة الدموية. وطريقة تحضير الفلور-18 المشع باستخدام سيكلوترون، ثم يتم على الفور معالجة المادة المشعة مع مادة الحقن وهي فلورإثيلتيروسين وارسالها فورا إلى مشتشفى العلاج. ونظراً لسرعة تحلل المادة المشعة فيلزم اقتراب معمل إنتاج النظير المشع من المستشفي، فمثلا يمكن إرسال مادة الفلورإثيلتيروسين المشعة إلى مسافة 200 كيلومتر. تحقن القائفة في جسم المريض وبعد فترة وجيزة يرتفع تركيزها في أنسجة العضو المرغوب تصويره، كما يتم وضع الشخص في جهاز التصوير بالإصدار البوزوتروني (الماسح).
من المواد الأكثر استعمالاً في تصوير الإصدار البوزيتروني تعرف فلوريد الجلوكوز منقوص الأكسجين (FDG)، وهي مادة من السكريات، ويكون زمن الانتظار بعد الحقن لدى استعمالها ساعة واحدة تقريبًا. وأثناء التصوير يتم تسجيل تركيز الأشعة الصادرة من العضو، وبعد القياس يستمر تحلل القائفة بشكل طبيعي وفق عمر النصف لها.
ويقوم النظير المشع لدى تحلّله (المعروف أيضًا باسم اضمحلال بيتا بإصدار بوزيترونات (وهي إلكترونات موجبة الشحنة)، أي جسيمات مضادة للإلكترونات بسبب اختلاف شحنة كل منهما. تستمر هذه البوزيترونات بالانطلاق بضعة ميليمترات وسرعان ما تصتدم بإلكترون ويسفر هذا إفناء إلكترون-بوزيترون عن إفناء كل من الجسمين المتضادين وينتج عنهما فوتونين من أشعة غاما ينبعثان في اتجاهين متضادين. يتم الكشف عن هذه الفوتونات عندما تصل إلى المفراس الومضاني حيث تصدر عنها وميض عابر تلتقطه أجهزة تعرف باسم صمامات تضخيم ضوئية وهي صمامات إلكترونية مفرغة ذات تحسس ضوئي كبير. تقوم الصمامات المضخمة للضوء بتسجيل الأشعة الصادرة وتحولها إلى نبضات كهربائية يمكن تسجيلها. وعادة يكون المفراس عبارة عن دائرة من هذه الصمامات الحساسة تحيط بالشخص المعرض للتصوير.
وتعتمد عملية على القياس على الكشف المتزامن لفوتونين صادران من نقطة في اتجاهين متضادين في دائرة المفراس (بالنسبة لمركز الكتلة، فالنقطتين متضادتين تمامًا، ولكن بما أنّ مركز الثقل لا يقع بالضبط في مركز دائرة المفراس، فنقطتي الكشف قد لا تكونا متضادتين تمامًا، ويسمح المفراس بشكل عام لدرجة معينة من «الخطأ» في اتجاه الكشف). ويتجاهل المفراس أية «أزواج» فوتونات متضادة يقيسها إذا تعدّى الفرق الزمني بينهما بضعة نانوثوانٍ، إذ يكونا صادران من مكانين مختلفين في العضو.

### توضيع حدث إفناء البوزيترون
الغالبية العظمى من أحداث إفناء إلكترون-بوزيترون تسفر عن انبعاث فوتونين من أشعة غاما ذوي طاقة تساوي طاقة تعادل 511 كيلو إلكترون فولت الواحد باتجاه معاكس للآخر (أي 180 درجة تقريبًا بين اتجاهات انطلاقهما). من هنا، فبالإمكان تحديد مكان حدوث الإفناء على طول خط الانطلاق للفوتونين (ويسمى بالإنجليزية LOR) بواسطة مقارنة الفرق بين زمني وصول كل فوتون إلى المفراس. في الواقع، فالخط المستقيم ليس متناه في الدقة، بل له سمك معيّن، بسبب انحراف الزاوية الحقيقية شيءًا ما عن 180. إذا كانت الدقة الزمنية للجهاز أقل من 500 بيكوثانية (فضلاً عن 10 نانوثوانٍ)، بالإمكان توضيع الحدث لمقطع ما على طول الـLOR. مع تحسّن الدقة الزمنية، تتحسن كذلك نسبة الإشارة إلى الضوضاء، حيث يكفي عدد أقل من الأحداث للحصول على نفس جودة الصورة. حيث يصغر طول المقطع مع تحسّن الدقة.

### استبناء الصور بواسطة إحصائيات التزامن
إنّ طريقة استبناء الصور في التصوير المقطعي بالإصدار البوزيتروني تشبه إلى حد كبير طريقة الاستبناء في التصوير الطبقي المحوسب (أو الـCT) وفي التصوير المقطعي بإصدار فوتون واحد (أو الـSPECT)، مع أنّ كمية المعلومات المتوفرة في تصوير الإصدار البوزيتروني ضئيلة بالنسبة لهاتين التقنيتين، مما يجعل عمليات الاستبناء أصعب.
وفق الإحصائيات الملتقطة من تزامن اصطدام أزواج فوتونات بالمفراس، بالإمكان حل هيئة معادلات لكمية فعالية القائفة المشعة في كل قطعة من النسيج المنشود على طول عدّة خطوط LOR. بهذا الشكل يتم تخطيط النشاط الإشعاعي لكل فوكسل في النسيج. الصورة النهائية تظهر جميع الأنسجة التي تركزت فيها القائفة المشعة، وهي صورة يستطيع أخصائي أشعة أن يقرأها ويستخلص منها الاستنتاجات.

### متفقدات
تسمى المواد المستخدمة لحقن الأعضاء متفقدات Tracer ، من تلك المواد ما يتمركز تفاضليا في عضو معين في الجسم. ويعمل العلماء على اختيار مختلف مواد مناسبة لاستخدامها لاستبيان مختلف الأعضاء، مثل الدماغ والكبد والكلى وغيرها، وهذا يتطلب عملا مضنيا إذ يجب أن لا يكون لتلك المواد التي ستكون حاملة للنظير المشع أي أعراض جانبية ضارة بجسم الإنسان. كما يستخدم بعضها لعلاج الأورام الخبيثة مثل علاج الغدة الدرقية.
من المتفقدات أيضا أحماض أمينية معلمة بنظير مشع، وهي تستخدم حيث أن الأورام السرطانية تكون شرهة للبروتينات. من تلك الأحماض الأمينية مادة «تيروسين» التي يمكن تعليمها بالفلور-18 المشع وحقنها لتعيين حجم وشكل الورم السرطاني.
ويحضر الفلور-18 في السيكلوترون بأحد المراكز العلمية أو قد يكون من منشآت مستشفي متخصصة في العلاج بالأشعة. يجري تيار من الجسيمات المشحونة السريعة في مدار دائري في السيكلوترون وتصتدم يجزيئات الأكسجين فينتج منها الفلور-18 المشع. يتم في الحال استخلاصها وتنقيتها ومعاملتها بالمادة الحاملة مثل حمض أميني مناسب، ثم ارسالها فورا إلى المستشفي حيث يكون المريض مستعدا على سرير العمليات في جهاز التصوير المقطعي بالإصدار البوزيتروني. ويجب أن يبدأ خقن المريض بها وبدء التصويير فورا حيث أن عمر المادة المشعة يستمر عدة ساعات فقط.

## التصوير العصبي
المناطق الأكثر نشاطاً في الدماغ تستهلك أكبر كمية من الغلوكوز، لذلك يتم ربط المواد المشعة مع جزيئات الغلوكوز المتجه نحو الرأس. التصوير العصبي بواسطة هذه الآلة مبني على الافتراض أن المناطق الأكثر نشاطاً في الدماغ تصدر أكبر كمية من الإشعاعات. يستخدم أيضاً هذا النوع من التصوير في إيجاد رابط بين الأمراض النفسية والنشاط الدماغي. بالإضافة إلى ذلك، يستخدام الأطباء الصور الناتجة من التصوير العصبي خلال العمليات الجراحية لاستئصال الأورام الخبيثة ومعالجة الأمراض العصبية في الدماغ مثل الزهايمر.

## التصوير الصدري
يُستخدم التصويرالصدري في تشخيص والكشف عن الأمراض القلبية وتبلغ درجة دقة الصور وحساسيتها أكثر من 90%. المواد المشعة المستخدمة في هذا التصوير هي أكسجين-15 ونتروجين-13. هذا النوع من التصوير يعتبر باهظ الثمن عند مقارنته مع غيره من أساليب التصوير مثل التصوير بالرنين المغناطيسي أو التصوير بالمسح المقطعي، ولكن التصوير المقطعي القلبي بالإصدار البوزيتروني يتمتع بالعديد من الخاصيات التي تميزه عن بقية أنواع التصوير. التصوير الصدري يعتمد على ذات المبادئ والافتراضات التي تعتمد عليها بقية أنواع التصوير المقطعي بالإصدار البوزيتروني

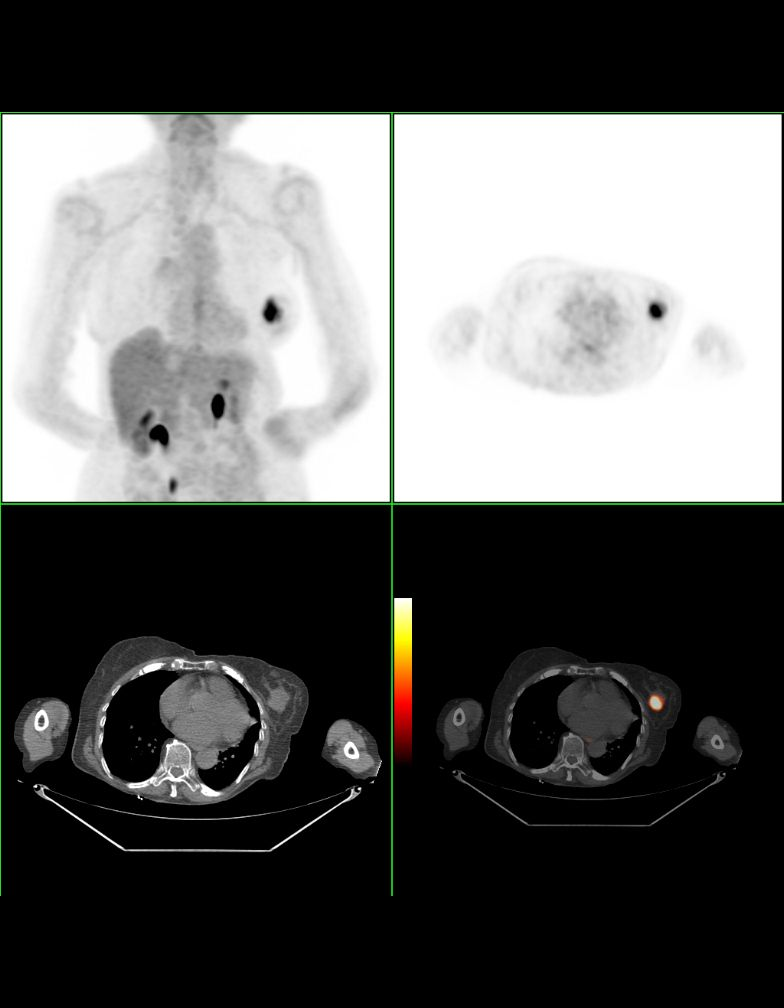
تشخيص سرطان الثدي

## ما الفرق بين MRI و PET و CT
يعطي جهاز PET معلومات عن الخلايا ووظائفها من خلال التمييز بين الخلايا والأنسجة النشيطة من ناحية الأيض في الجسم، وهذا شيء غير متوفر في الصور الناتجة عن جهاز التصوير المقطعي المحوسب CT وجهاز الرنين المغناطيسي MRI. التصوير المقطعي يستخدم الأشعة السينية، الرنين المغناطيسي يستخدم المجالات المغناطيسية، والتصوير المقطعي بالإصدار البوزيتروني يستخدم المواد المشعة مثل أوكسجين-15. بالإضافة إلى ذلك، لا ينتج جهاز PET صوراً تفصيلية لبنية الأعضاء كما هو الحال في CT أو MRI.

## نظائر مشعة تستخدم
النظائر المشعة التي يكثر استخدامها في الكشف بواسطة التصوير المقطعي بالإصدار البوزيتروني مرصودة في القائمة التالية، ومن ضمنها الفلور-18. تحضر تلك النظائر المشعة في معجلات للجسيمات المشحونة مع اختيار العنصر المناسب الذي يتحول إلى نظيره المشع عن طريق اصتدام ذراته بالجسيمات المشحونة المعجلة لسرعات عالية. ويتميز الفلور-18 بأن له عمر النصف نحو 110 دقيقة، لهذا يكثر استخدامه في تلك الفحوص حيث يمكن نقله إلى مسافات طويلة (نحو 200 كيلومتر) إلى المستشفى التي تستخدمه. أما بالنسبة للنظائر المشعة ذات عمر نصف قصير فلا يمكن استخدامها إلا في حالة كون المستشفى قريبا من مكان المركز العلمي الذي يشغل السيكلوترون لإنتاج العناصر المشعة، لتحقيق سرعة نقل النظير المشع واستخدامه قبل تحلل قدرته الإشعاعيه. يستخدم الفلور-18 في نحو 90% من الحالات.
| نظير مشع | عمر النصف  |
| -------- | ---------- |
| 11C      | 20,3 دقيقة |
| 13N      | 10,1 دقيقة |
| 15O      | 2,03 دقيقة |
| 18F      | 110 دقيقة  |
| 68Ga     | 68 دقيقة   |
| 82Rb     | 75 ثانية   |

النظائر المشعة التي تستخدم هي: 18F ،الكربون-11 (11C), النيتروجين-13 (13N),
الأكسجين 15 (15O), الروبيديوم-82 (82Rb) أو الجاليوم-68 (68Ga).

## وصلات خارجية
- مدونة صوتية متخصصة بالطب النووي والطب الجزيئي (بالإنجليزية)
- Positron Emission Particle Tracking نسخة محفوظة 11 يناير 2010 على موقع واي باك مشين. —أداة تحليل هندسية بالاعتماد على التصوير المقطعي بالإصدار البوزيتروني قادرة على تتبع جسيمات مفردة بصورة ثلاثية الأبعاد ضمن نظم (جمل) خلط أو طبقات مميّعة. تم تطويرها في جامعة برمنغهام بالمملكة المتحدة.
- PET-CT atlas - مدرسة طب هارفارد
- National Isotope Development Center—U.S. government source of radionuclides including those for PET—production, research, development, distribution, and information